# Flughafen Burgos

i7
i11
i13
Der Flughafen Burgos (spanisch Aeropuerto de Burgos; IATA-Code: RGS, ICAO-Code: LEBG) ist ein spanischer Flughafen sieben Kilometer östlich der Stadt Burgos.

## Geschichte
Der Flughafen stammt ursprünglich aus der ersten Hälfte des 20. Jahrhunderts, als ein Flugfeld nahe der Stadt Burgos entstand und durch Freizeitpiloten genutzt wurde. In den darauffolgenden Jahren gab es immer wieder Ausbaumaßnahmen. Während des Spanischen Bürgerkrieges befand sich in Burgos das Hauptquartier der Nationalen und der Platz erfuhr eine militärische Nutzung. Als Bomber eingesetzte Junkers Ju 52/3m der Kampfgruppe 88 (K/88) der deutschen Legion Condor beim Luftangriff auf Gernika starteten unter anderem in Burgos.
1949 wurde der Flugplatz durch die spanische Luftwaffe übernommen, die den Flughafen ebenfalls erheblich ausbaute und erweiterte. In den 1990er Jahren stand die Basis jedoch vor der Auflösung und so wurde über einem Umbau zum Zivilflughafen verhandelt. 2000 war dieses beschlossene Sache und nachdem man die Vorfelder angepasst, flugbetriebliche Anlagen errichtet sowie ein Fluggastgebäude errichtet hatte, übergab man den Flughafen am 3. Juli 2008 den Flughafen der Zivilluftfahrt. Der Betreiber ist die staatliche Aena.
2024 wurden am Flughafen lediglich 2.495 Passagiere abgefertigt und 22.538 Flugbewegungen abgewickelt.

## Flughafenanlagen

### Start- und Landebahn
Der Flughafen Burgos verfügt über eine Start- und Landebahn. Sie trägt die Kennung 04/22, ist 2.100 Meter lang, 45 Meter breit und hat einen Belag aus Asphalt.

### Passagierterminal
Das Passagierterminal des Flughafens hat eine Kapazität von 300.000 Passagieren pro Jahr. Es ist mit zwei Flugsteigen ausgestattet.

## Fluggesellschaften und Ziele
Am Flughafen Burgos gibt es derzeit keine Linienflüge. Zuvor führte Air Nostrum im Auftrag von Iberia Flüge nach Barcelona-El Prat durch. Gelegentlich werden am Flughafen Charterflüge zu verschiedenen Zielen abgefertigt. So war schon zum Beispiel TrawelFly am Flughafen Burgos zu sehen.

## Verkehrszahlen
| Jahr  | Fluggastaufkommen | Luftfracht (Tonnen) | Flugbewegungen |
| ----- | ----------------- | ------------------- | -------------- |
| 2024* | 2.495             | 0,000               | 22.538         |
| 2023  | 4.056             | 0,000               | 22.165         |
| 2022  | 2.098             | 0,300               | 17.959         |
| 2021  | 9.161             | 0,200               | 16.961         |
| 2020  | 23.539            | 0,056               | 11.322         |
| 2019  | 17.687            | 39,646              | 3.221          |
| 2018  | 10.341            | 1,600               | 2.112          |
| 2017  | 5.953             | 0,000               | 2.366          |
| 2016  | 4.682             | 0,350               | 1.750          |
| 2015  | 9.080             | 0,000               | 2.167          |
| 2014  | 21.623            | 3,493               | 2.431          |
| 2013  | 18.905            | 0,000               | 2.305          |
| 2012  | 21.057            | 0,000               | 2.906          |
| 2011  | 35.447            | 0,308               | 3.961          |
| 2010  | 33.595            | 1,766               | 3.560          |
| 2009  | 27.716            | 0,000               | 3.571          |
| 2008  | 13.037            | 0,000               | 1.501          |

* 2024: Vorläufige Daten

## Galerie

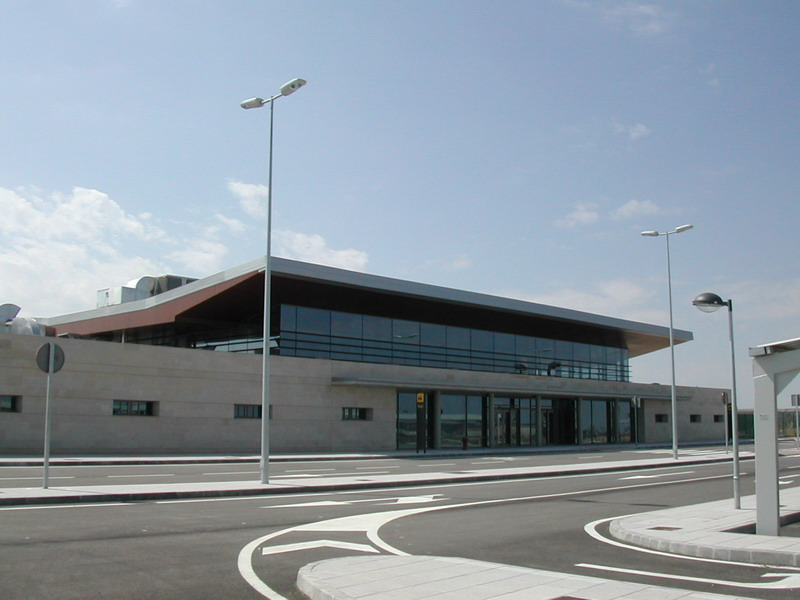
Außenansicht des Terminals
Lage des Flughafens